# Andreas Kunz
Andreas Kunz (n. 24 iulie 1946, Leipzig, Zona de ocupație sovietică – d. 1 ianuarie 2022, Leipzig, Germania) a fost un sportiv ce a reprezentat Germania, medaliat olimpic. A participat la o ediție a Jocurilor Olimpice (1968) în care a câștigat o medalie de bronz.

## Participări
Lista de mai jos prezintă principalele competiții la care a participat Andreas Kunz de-a lungul carierei.
- combiné nordique aux Jeux olympiques de 1968[*]